# Raïon de la Tenka
Le raïon de la Tenka (en russe : Теньки́нский райо́н, Tenkinski raïon) est une subdivision administrative (raïon) et une municipalité (okroug municipal) de l'oblast de Magadan, en Russie. Situé dans l'ouest de l'oblast, le raïon fait partie de la Kolyma, une région d'Extrême-Orient russe. Son centre administratif est le village d'Oust-Omtchoug, et il compte en tout 8 localités. Sa population s'élevait à 3 044 habitants en 2023.

## Localités
Il y a 8 localités dans le raïon,.
| Liste des localités | Liste des localités     | Liste des localités | Liste des localités |
| N°                  | Localité                | Statut              | Population          |
| ------------------- | ----------------------- | ------------------- | ------------------- |
| 1                   | Possiolok imen Gastello | village             | 24                  |
| 2                   | Koullou                 | village             | 0                   |
| 3                   | Madaoun                 | village             | 82                  |
| 4                   | Moï-Ourousta            | village             | 0                   |
| 5                   | Obo                     | village             | 1                   |
| 6                   | Omtchak                 | village             | 442                 |
| 7                   | Transporti              | village             | 95                  |
| 8                   | Oust-Omtchoug           | commune urbaine     | 2523                |